# The Song Remains the Same (nummer)
The Song Remains the Same is een nummer van de Engelse rockband Led Zeppelin. Het is het eerste nummer van hun vijfde studioalbum Houses of the Holy uit 1973.

## Compositie en opname
Het nummer is in 1972 opgenomen in Mick Jaggers huis Stargroves in Hampshire, met behulp van de Rolling Stones Mobile Studio en geluidstechnicus Eddie Kramer. De eindmix vond plaats in de Olympic Studio’s in Londen, onder leiding van Keith Harwood.
Het was in eerste instantie door gitarist Jimmy Page geschreven als een instrumentaal nummer met als werktitel, "The Overture". Nadat zanger Robert Plant er een tekst voor had geschreven werd de naam veranderd in "The Campaign", en later in "The Song Remains the Same".
Tijdens een interview in 1993 dat Page gaf aan het muziektijdschrift Guitar World, zei hij over de totstandkoming van het nummer het volgende:

Het zou eigenlijk een instrumentaal nummer worden, een ouverture die zou overgaan in "The Rain Song". Maar volgens mij had Robert andere plannen: "Weet je", zei hij, "dit is best goed, we moeten zorgen dat er een tekst bij komt!" Het begin had ik al klaar en Robert stelde voor om het nummer halverwege op te splitsen. Het nummer was klaar in een dag. Ik droeg altijd een cassetterecorder bij me. Zo zijn "The Song Remains the Same" en "Stairway" ontstaan, van kleine stukjes opgenomen ideeën. 

De zang van Robert Plant werd tijdens de eindmix van het nummer iets versneld. Jimmy Page gebruikte voor de opname een 12-snarige Rickenbacker gitaar en een Fender Telecaster.

## Recensies
Muziekjournalist Gordon Fletcher van Rolling Stone Magazine gaf het nummer een dubbele recensie. Aan de ene kant vond hij dat: "The Song Remains the Same" benadert, samen met "The Ocean", eerdere Zep triomfen". Maar, zo zei hij ook: "Het dient alleen als een opstapje voor Page's zonderlinge gitaarwerk." 
Naar aanleiding van de heruitgave van het album in 2014, was Kristofer Lenz van Consequence of Sound positiever over het nummer. Hij prees de bandleden en vond dat ze, door de vele tempowisselingen die het nummer kenmerkt, "Strak, behendig en bekwaam werk afleveren." 

## Live-uitvoeringen
"The Song Remains the Same" werd voor het eerst live gespeeld op 2 oktober 1972 in de Nippon Budokan arena in Tokio, tijdens de Japanse concerttour. Omdat het nummer toen nog geen vaste titel had, kondigde Robert Plant het aan als "Zep". Het was daarna een vast onderdeel van de setlist tijdens optredens en werd tot en met 1975, net als op het album, direct gevolgd door "The Rain Song". Jimmy Page gebruikte hiervoor zijn Gibson EDS 1275-gitaar met twee halzen, de bovenste met 12 snaren voor "The Song Remains the Same" en de onderste hals met 6 snaren voor "The Rain Song". Bij optredens in 1977 en 1979 was "The Song Remains the Same" het openingsnummer. Tijdens de Europese tour in 1980 verdween het van de setlist. De meest recente live-uitvoering was op 10 december 2007 tijdens het herdenkingsconcert voor Ahmet Ertegün in de O2 Arena in Londen, met John Bonham’s zoon, Jason Bonham op drums.

### Live-uitvoeringen op albums
- The Song Remains the Same (1976), opgenomen in 1973 tijdens de concertreeks in Madison Square Garden in New York.

### Film/Dvd-versies
- The Song Remains the Same (1976).
- Led Zeppelin DVD (2003), opgenomen op 21 juni 1977 in The Forum in Inglewood (Californië).
- Celebration Day (2012), opgenomen op 10 december 2007 tijdens het herdenkingsconcert voor Ahmet Ertegün in de O2 Arena in Londen.

## Cover-versies
"The Song Remains the Same" is door diverse artiesten gecoverd. De bekendste zijn:

| Artiest        | Album                                      | Jaar |
| -------------- | ------------------------------------------ | ---- |
| Dread Zeppelin | 5.000.000 (*Tortelvis Fans Can't Be Wrong) | 1991 |
| Dream Theater  | A change of seasons                        | 1995 |
| Led Zepagain   | Led Zepagain II: A Tribute To Led Zeppelin | 2007 |
| Gov't Mule     | Holy Haunted House                         | 2008 |